# Joan Alzina
Joan Alzina (Perpinyà, 16 de novembre de 1767 - Vernet, 3 de juliol de 1833) fou un impresor, llibreter i militant polític nord-català.
Professor al Col·legi Reial de Perpinyà sota l'antic règim, hagué de renunciar al seu càrrec en 1792. Es va convertir en impressor, professió recentment oberta després de l'abolició de les corporacions per decret Allarde de 1791, potser ja en 1792. El 1801 va prendre el relleu de Guillem Agel i Barrière. El 1810, Napoleó va establir una patent d'impressor obligatòria, que obté Alzina, així com la patent de llibreter. Així va editar l'almanac Le Roussillonnais, força popular.
A més dels escrits locals i llibres en català i francès, Alzina aprofita la proximitat de Perpinyà amb Espanya per publicar escriptors i traduccions (François Fénelon, Pau i Virgínia ...) al castellà. Va estendre el seu mercat a Catalunya del Sud, a Figueres i Barcelona i Girona, publicant diverses revistes i documents oficials napoleònics, així com el Catechisme catalan (1807). En el període de 1814-1833 fou el cinquè editor francès en castellà. El 1823, va rebre el títol d'impressor del rei, va imprimir Le Publicateur des Pyrénées-Orientales i va editar les Poésies de François Boher. Al final de la seva vida no podia treballar sol i fou assistit pel seu fill Joan Baptista Alzina, qui finalment el va substituir.